# Priolo Gargallo
Priolo Gargallo er en italiensk by (og kommune) i regionen Sicilien i Italien, med omkring 11.249(2023) indbyggere.  